# Astaena obscurifrons
Astaena obscurifrons är en skalbaggsart som beskrevs av Moser 1921. Astaena obscurifrons ingår i släktet Astaena och familjen Melolonthidae. Inga underarter finns listade.